# راجر گلاور
راجر گلاور (به انگلیسی: Roger David Glover) نوازنده گیتار بیس، آهنگ‌ساز و تهیه‌کننده موسیقی بریتانیایی، زاده ۳۰ نوامبر ۱۹۴۵ است.
او بیشتر به عنوان نوازنده گروه‌های دیپرپل و رینبو شناخته شده است.

## آلبوم‌های شخصی
| نام آلبوم                                         | سال انتشار |
| ۱. The Butterfly Ball and the Grasshopper's Feast | ۱۹۷۴       |
| ۲. Elements                                       | ۱۹۷۸       |
| ۳. The Mask                                       | ۱۹۸۴       |
| ۴. Snapshot                                       | ۲۰۰۲       |
| ۵. Close-Up                                       | ۲۰۰۸       |